# Formicarius colma
El formicario capirrojo (Formicarius colma), también denominado gallito cuellirrojo (en Colombia), pollito hormiguero (en Bolivia y Venezuela), gallito-hormiguero de gorro rufo (en Perú) o chululú pollito, es una especie de ave paseriforme perteneciente al género Formicarius que integra la familia Formicariidae. Es nativo de América del Sur.

## Distribución y hábitat
Se encuentra en Bolivia, Brasil, Colombia, Ecuador, Guayana Francesa, Guyana, Perú, Surinam y Venezuela.
Es poco común en el suelo o cerca, en selvas  de terra firme de la Amazonia y de las Guayanas y bosques húmedos de la Mata Atlántica, principalmente por debajo de los 500 m de altitud. Prefiere vivir en tierra firme, pero se le encuentra también en áreas estacionalmente inundables.

## Descripción
Mide 18 cm de longitud y pesa 43,7 g. La corona y la nuca son de color rojizo rufo; el resto de la cabeza, la garganta y el pecho son negros, con el resto de las partes inferiores color gris oscuro. Las partes superiores son de color marrón.

## Alimentación
Se alimenta de artrópodos, que encuentra en el suelo, escarbando entre las hojas secas. Acostumbra seguir a las hormigas guerreras.

## Reproducción
Construye un nido en forma de tazón abierto, con ramas y hojas secas, que coloca sobre una base firme de hojas en el suelo o en un hueco de algún árbol. la hembra pone dos huevos y ambos padres los incuban y cuidan de los polluelos.

## Sistemática

### Descripción original
La especie F. colma fue descrita por primera vez por el naturalista neerlandés Pieter Boddaert en 1783 bajo el mismo nombre científico; localidad tipo «Cayena».

### Subespecies
Según la clasificación del Congreso Ornitológico Internacional (IOC) (Versión 7.1, 2017) y Clements Checklist v.2016, se reconocen 4 subespecies, con su correspondiente distribución geográfica:
- Formicarius colma colma Boddaert, 1783 – este de Colombia (al sur del río Vaupés), sur y este de Venezuela, las Guayanas, y Brasil al norte del río Amazonas.
- Formicarius colma nigrifrons Gould, 1855 – este de Ecuador, este de Perú, norte de Bolivia (al sur hasta La Paz), y Brasil al sur del Amazonas (al este hasta el río Madeira); se reporta su presencia en el sur de Venezuela (Cerro Yapacana), pero sin confirmación.
- Formicarius colma amazonicus Hellmayr, 1902 – Brasil al sur del Amazonas, desde el Madeira hacia el este hasta el norte de Maranhão y hacia el sur hasta el río Ji-Paraná y sur de Mato Grosso.
- Formicarius colma ruficeps (Spix, 1824) – aislada en el litoral este y sureste de Brasil desde Pernambuco hasta Río Grande do Sul.